# Сечін Сергій Миколайович
Сергій Миколайович Сечін (нар. 7 серпня 1965, Сімферополь, Кримська область, УРСР) — радянський та український футболіст, захисник.

## Життєпис
Вихованець футбольної школи сімферопольської «Таврії», перший тренер — Еммануїл Анброх. Першим клубом в кар'єрі став ленінградський «Зеніт», в основному складі якого на поле жодного разу не з'явився, відігравши 3 матчі за дубль. У 1984 році призваний на військову службу, під час якої виступав за ленінградське «Динамо». Покинув команду в 1987 році, після чого деякий час працював слюсарем на заводі «Світлана», а потім перейшов до московського «Спартака», де виступав тільки в дублюючому складі (11 матчів). Наступного року став гравцем сімферопольської «Таврії», однак у складі кримчан на полі жодного разу не з'явився. У 1988 році перейшов в житомирське «Полісся», за яке виступав протягом трьох сезонів, був один з основних гравців. У 1990 році став гравцем шепетівського «Темпу». Того року команда проводила свій перший сезон на аматорському рівні, а на наступний сезон вже виступала у другій союзній лізі та стала володарем Кубку УРСР, завдяки чому отримала право в першому чемпіонаті незалежної України стартувати у вищій лізі.
Дебютував у чемпіонаті України 6 березня 1992 року, вийшовши в стартовому складі у виїзному матчі проти миколаївського «Евіса». У дебютному сезоні української вищої ліги провів 12 матчів, протягом сезону переходив у житомирський «Хімік», за який провів 6 матчів у першій лізі. Наступного сезону провів 1 матч у кубку України за сумський «Автомобіліст», потім повернувся в «Темп», який вилетів з вищого дивізіону. У 1993 році підписав контракт з житомирським «Хіміком», в якому знову став одним з основних гравців й затримався на 3 роки. У 1995 році також провів 1 матч у Кубку України за баранівський «Керамік». Після відходу з житомирської команди, у 1996 році, деякий час працював охоронцем, потім прийняв запрошення від клубу вищої ліги — кіровоградської «Зірки». У клубі провів рік, основним гравцем команди стати не зумів, частіше з'являючись в складі фарм-клубу кіровоградців, «Зірці-2», у другій лізі. У 1998 році провів половину сезону в малинському «Папірнику», після чого завершив професіональну кар'єру футболіста. У сезоні 2000-2001 років виступав у першій лізі України з футзалу за житомирський «Комунальник».
У 2003 році закінчив Міжнародний науково-технічний університет, здобув юридичну освіту. Після закінчення виступів працював на посадах юриста в комунальних підприємствах Житомира. Пізніше працював у міському управлінні юстиції, Держземагенстві та управлінні Держпраці. Також займав різні посади в Житомирській обласній федерації футболу.

## Досягнення
- Кубок УРСР
  -  Володар (1): 1991